# Паљијадичо (Маса-Карара)
Паљијадичо је насеље у Италији у округу Маса-Карара, региону Тоскана.
Према процени из 2011. у насељу је живело 250 становника. Насеље се налази на надморској висини од 82 м.